# El Valle de Altomira
El Valle de Altomira é um município da Espanha na província de Cuenca, comunidade autónoma de Castilla-La Mancha, de área 147,09 km² com população de 333 habitantes (2007) e densidade populacional de 2,20 hab/km².

## Demografia
| Variação demográfica do município entre 1991 e 2004 | Variação demográfica do município entre 1991 e 2004 | Variação demográfica do município entre 1991 e 2004 | Variação demográfica do município entre 1991 e 2004 |
| --------------------------------------------------- | --------------------------------------------------- | --------------------------------------------------- | --------------------------------------------------- |
| 1991                                                | 1996                                                | 2001                                                | 2004                                                |
| 420                                                 | 383                                                 | 327                                                 | 323                                                 |